# Spinvis

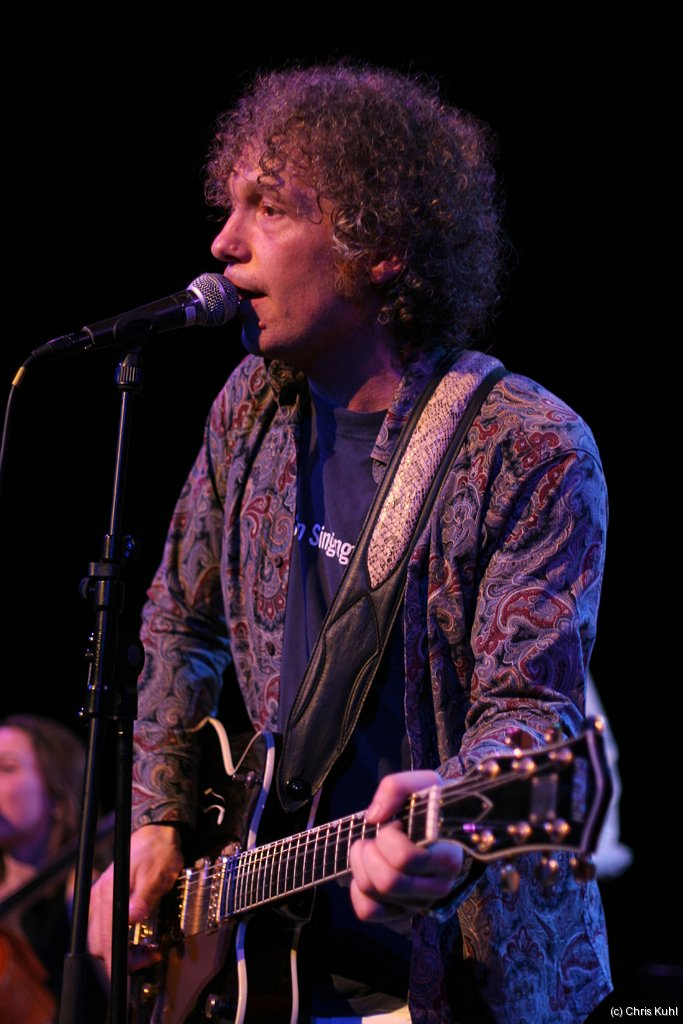
Spinvis.

Spinvis, nome artístico de Erik de Jong (nascido a 2 de fevereiro de 1961 em Spijkenisse), é um cantor e compositor neerlandês.
O primeiro disco de Spinvis originou-se quando ele enviou uma demo com três músicas, feitas no seu computador pessoal, para a gravadora Excelsior Recordings. Em duas semanas, ele tinha assinado um contrato. Isso ocorreu no ano de 2001; Spinvis tinha 40 anos.
Spinvis compõe no sótão de sua residência, em Nieuwegein. Suas maiores influências musicais são o indie rock e o rock experimental. As canções também são descritas como lo-fi.
Spinvis tornou-se um músico bastante conhecido nos Países Baixos e na Bélgica. Seu álbum de 2007, Goochelaars & Geesten, chegou ao quarto lugar de vendas nos Países Baixos.
Ele venceu o prêmio literário Johnny van Doornprijs, que premia a qualidade das letras de músicas, em 2010.

## Discografia
- Spinvis (2002)
- Dagen van gras, dagen van stro (2005)
- Ja! (2006)
- Goochelaars & Geesten (2007)
- Ritmebox (2008)
- Tot Ziens, Justine Keller (2011)